# Finska deklaracija o neodvisnosti
Finsko deklaracijo o neodvisnosti (finsko: Suomen itsenäisyysjulistus; švedsko: Finlands självständighetsförklaring; rusko: Провозглашение независимости Финляндии) je finski parlament sprejel 6. decembra 1917. Finska se je razglasila za neodvisno državo in tako končala avtonomijo v Rusiji kot Veliko vojvodstvo Finska, ter postala republika.
Razglasitev neodvisnosti je bila le del dolgega procesa, ki je pripeljal do neodvisnosti Finske. Razglasitev se na Finskem praznuje kot dan neodvisnosti.